# Делагэ, Жюль Огюстен
Жюль Огюстен Делагэ (5 мая 1851, Анже — 18 апреля 1925, Париж) — французский политический деятель.

## Биография
Жюль Огюстен Делагэ имел дипломы архивариуса и юриста с 1877 года, работал архивариусом, но вскоре оставил государственную службу, занявшись издательской деятельностью. Редактируя монархистскую газету в городе Туре («Journal d’Indre-et-Loire»), он вёл деятельную агитацию против либерального духовенства, причём эта полемика вызвала пререкания со стороны турского архиепископа и даже вмешательство папы римского.
В эпоху буланжизма Делагэ выступил ревностным сторонником Буланже и в марте 1889 года организовал в его честь большую манифестацию, по поводу которой генерал издал свой последний манифест — за несколько дней до своего бегства. На общих выборах в сентябре 1889 года Делагэ выступил буланжистским кандидатом и был избран; избрание его было кассировано палатой, но он был снова избран. В конце 1892 года Делагэ получил громкую известность своими разоблачениями по панамскому делу.
В 1893 году потерпел поражение на выборах и вернулся в Палату депутатов лишь в 1907 году, сохранив место до 1919 года. После Первой мировой войны был до 1925 года сенатором от департамента Мен и Луара.
Был известен своим крайним антисемитизмом.